# Ministério da Saúde e Bem-Estar (Coreia do Sul)
O Ministério da Saúde e Bem-Estar (hangul: 보건복지부; hanja: 保健福祉部; rr: Bogeon Bokji bu; MOHW) é um órgão nacional do governo da Coreia do Sul.
Está sediado na Cidade de Sejong. Anteriormente sua sede ficava nos pisos 6 ao 12 do Hyundai Building em Jongno-gu, Seul.